# Шљивар
Шљивар је насељено место града Зајечара у Зајечарском округу. Према попису из 2022. било је 212 становника (према попису из 1991. било је 411 становника). Смештено је 6 км од града Зајечара, с обе стране локалног пута Зајечар-Ласово.
Село је основано на месту с траговима неког ранијег насеља (остаци цркве, манастира, гробља, рударења). Помиње се у 15. веку и убраја се у стара насеља.
Становништво села је православно. 1991. године село је имало 411 становника у 122 куће. 1924. године село је имало 750 становника у 180 кућа. У то време сељани су самостално подигли зграду школе.

## Демографија
У насељу Шљивар живи 285 пунолетних становника, а просечна старост становништва износи 47,6 година (46,2 код мушкараца и 48,7 код жена). У насељу има 93 домаћинства, а просечан број чланова по домаћинству је 3,54.
Ово насеље је углавном насељено Србима (према попису из 2002. године), а у последња три пописа, примећен је пад у броју становника.
|  |

| Демографија | Демографија | Демографија |
| Година      | Становника  | Становника  |
| ----------- | ----------- | ----------- |
| 1948.       | 693         |             |
| 1953.       | 632         |             |
| 1961.       | 619         |             |
| 1971.       | 547         |             |
| 1981.       | 486         |             |
| 1991.       | 411         | 404         |
| 2002.       | 329         | 350         |

| Етнички састав према попису из 2002.‍ | Етнички састав према попису из 2002.‍ | Етнички састав према попису из 2002.‍ | Етнички састав према попису из 2002.‍ | Етнички састав према попису из 2002.‍ |
| ------------------------------------ | ------------------------------------ | ------------------------------------ | ------------------------------------ | ------------------------------------ |
|                                      |                                      |                                      |                                      |                                      |
| Срби                                 | Срби                                 |                                      | 240                                  | 72,94%                               |
| Власи                                | Власи                                |                                      | 71                                   | 21,58%                               |
| Румуни                               | Румуни                               |                                      | 1                                    | 0,30%                                |
| Македонци                            | Македонци                            |                                      | 1                                    | 0,30%                                |
| непознато                            | непознато                            |                                      | 5                                    | 1,51%                                |

| Година пописа     | 1948. | 1953. | 1961. | 1971. | 1981. | 1991. | 2002. |
| ----------------- | ----- | ----- | ----- | ----- | ----- | ----- | ----- |
| Број домаћинстава | 173   | 168   | 173   | 162   | 147   | 122   | 93    |

| Број чланова      | 1  | 2  | 3  | 4  | 5  | 6 | 7 | 8 | 9 | 10 и више | Просек |
| ----------------- | -- | -- | -- | -- | -- | - | - | - | - | --------- | ------ |
| Број домаћинстава | 20 | 12 | 16 | 14 | 15 | 8 | 6 | 2 | 0 | 0         | 3,54   |

| Пол    | Укупно | Неожењен/Неудата | Ожењен/Удата | Удовац/Удовица | Разведен/Разведена | Непознато |
| ------ | ------ | ---------------- | ------------ | -------------- | ------------------ | --------- |
| Мушки  | 138    | 35               | 89           | 11             | 3                  | 0         |
| Женски | 156    | 18               | 90           | 41             | 6                  | 1         |
| УКУПНО | 294    | 53               | 179          | 52             | 9                  | 1         |

| Пол    | Укупно                    | Пољопривреда, лов и шумарство | Рибарство                            | Вађење руде и камена | Прерађивачка индустрија       |
| ------ | ------------------------- | ----------------------------- | ------------------------------------ | -------------------- | ----------------------------- |
| Мушки  | 74                        | 12                            | 0                                    | 2                    | 22                            |
| Женски | 54                        | 40                            | 0                                    | 0                    | 8                             |
| УКУПНО | 128                       | 52                            | 0                                    | 2                    | 30                            |
| Пол    | Производња и снабдевање   | Грађевинарство                | Трговина                             | Хотели и ресторани   | Саобраћај, складиштење и везе |
| Мушки  | 2                         | 6                             | 10                                   | 1                    | 8                             |
| Женски | 0                         | 0                             | 2                                    | 0                    | 0                             |
| УКУПНО | 2                         | 6                             | 12                                   | 1                    | 8                             |
| Пол    | Финансијско посредовање   | Некретнине                    | Државна управа и одбрана             | Образовање           | Здравствени и социјални рад   |
| Мушки  | 0                         | 0                             | 3                                    | 1                    | 2                             |
| Женски | 0                         | 0                             | 1                                    | 1                    | 0                             |
| УКУПНО | 0                         | 0                             | 4                                    | 2                    | 2                             |
| Пол    | Остале услужне активности | Приватна домаћинства          | Екстериторијалне организације и тела | Непознато            | Непознато                     |
| Мушки  | 2                         | 0                             | 0                                    | 3                    | 3                             |
| Женски | 2                         | 0                             | 0                                    | 0                    | 0                             |
| УКУПНО | 4                         | 0                             | 0                                    | 3                    | 3                             |